# イゼーオ湖
イゼーオ湖（イゼーオこ、イタリア語: Lago d'Iseo）は、イタリア北部・ロンバルディア州にある湖。
面積はおよそ65.3km2で、イタリアでは6番目に大きい面積を有する。

## 名称
別名として、セビーノ湖（Sebino）がある。

## 地理
行政上は、ベルガモ県とブレシア県にまたがる湖である。ベルガモ側湖畔（西岸）にはローヴェレ、タヴェルノラ・ベルガマスカ、サルニコ、ブレシア側湖畔（東岸）にはピゾーニェ、サーレ・マラジーノ、イゼーオなどの町がある。
ヴァル・カモニカから流下するオーリオ川が湖の北端（コスタ・ヴォルピーノ付近）で湖に流入し、湖の南端（サルニコ付近）から再びオーリオ川として流下する。
湖の中には、モンテ・イーゾラ (4.28km²) があり、湖の中の島として知られている。モンテ・イーゾラは、周辺にあるロレート、サンパオロの小島とともに自治体を構成しており、ブレシア県に属している。
イゼーオ湖を含むヴァル・カモニカ一帯は2018年にユネスコの生物圏保護区に指定され、南部の一部は1984年にラムサール条約登録地となった。